# Buchs LU
| LU ist das Kürzel für den Kanton Luzern in der Schweiz. Es wird verwendet, um Verwechslungen mit anderen Einträgen des Namens Buchs zu vermeiden. |

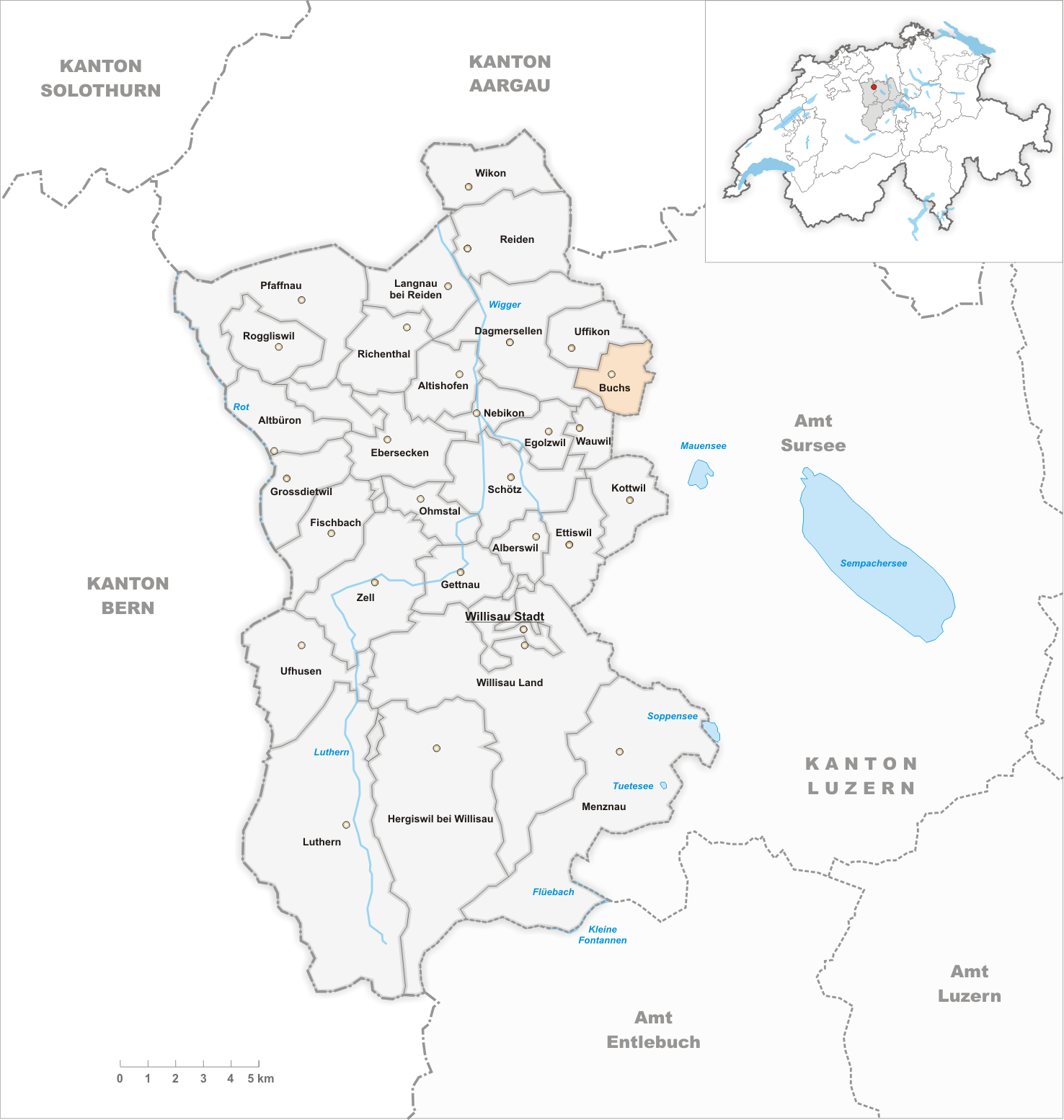
Gemeindestand vor der Fusion am 1. Januar 2006

Buchs war bis am 31. Dezember 2005 eine politische Gemeinde im Amt Willisau des Kantons Luzern in der Schweiz.
Ende November 2004 haben die Stimmbürger von Buchs die Vereinigung ihrer Gemeinde mit Dagmersellen und Uffikon beschlossen. Die Fusion zur neuen Gemeinde Dagmersellen wurde auf den 1. Januar 2006 vollzogen.

## Geographie
Die Ortschaft liegt auf der Südseite des oberen Teils des Hürntals zwischen Sursee und Dagmersellen. Sie besteht aus einem kleinen Ortskern rund um die Kapelle St. Andreas und diversen Häusergruppen und Einzelgehöften. So liegt Mühle (509 m. ü. M.) 1 km nordöstlich des Dorfs. Auch andere Ortsteile wie Schleif, Feld und Unter-Chätzigen befinden sich weit vom Dorf entfernt. Das frühere Gemeindegebiet besteht seit der Trockenlegung des Moors zur Gewinnung von Torf zu grossen Teilen (70,3 %) aus landwirtschaftlicher Nutzfläche. Wald und Gehölz bedecken bloss 21,1 % der 464 ha grossen ehemaligen Gemeindefläche; 7,3 % sind Siedlungsgebiet.

## Frühere Nachbargemeinden
Die Nachbargemeinden von Buchs waren Dagmersellen, Knutwil, Mauensee, Uffikon, Wauwil und Winikon.

## Bevölkerung
Die Bevölkerung wuchs vom Ende des 18. bis zur Mitte des 19. Jahrhunderts stark an. Danach folgte ein ständiger Bevölkerungsschwund bis zum Jahr 1990. Seither wächst die Einwohnerzahl wieder markant.
| Bevölkerungsentwicklung | Bevölkerungsentwicklung |
| Jahr                    | Einwohner               |
| ----------------------- | ----------------------- |
| 1798                    | 365                     |
| 1850                    | 583                     |
| 1900                    | 434                     |
| 1990                    | 330                     |
| 2004                    | 386                     |

### Sprachen
Die Bevölkerung spricht eine hochalemannische Mundart. Die Hauptsprachen (Volkszählung 2000) sind Deutsch mit 95,72 %, Albanisch mit 3,21 % und Rätoromanisch mit 0,53 %.

### Religionen – Konfessionen
Wie in allen Gemeinden des Kantons Luzern bestand die Bevölkerung in früherer Zeit vollzählig aus römisch-katholischen Christen. Gegenwärtig (Stand 2000) sind 86,36 % der Einwohnerschaft römisch-katholisch. Religiöse Minderheiten bilden mit 6,68 % die reformierten Christen und 2,67 % Konfessionslose.

### Herkunft
Die grosse Mehrheit der Bewohner besitzt den Schweizer Pass (95,72 % ohne, 95,99 % mit den Doppelbürgern). Die kleine Schar der ausländischen Zuwanderer besteht in der Mehrheit aus Albanern aus dem Kosovo. Ende 2003 betrug der Ausländeranteil 2,3 %.

### Persönlichkeiten
- Karl Meyer (* 21. November 1885 in Buchs LU; † 30. November 1950 in Kreuzlingen), Historiker und Hochschullehrer

### Gemeinderatswahl 2004
Bei den letzten Gemeinderatswahlen in der Geschichte der selbstständigen Gemeinde gab es keine Kampfwahl. Bei einer Stimmbeteiligung von 57,35 % wurden folgende Personen in den (nebenamtlich tätigen) Gemeinderat gewählt:
- Josef Wanner (CVP), Gemeindepräsident
- Josef Gabriel (CVP), Gemeindeammann
- Anton Wey (FDP), Sozialwesen

### Wahlen zum Grossen Rat(Kantonsparlament)
Die letzten Wahlen für das kantonale Parlament wurden im Jahr 2003 durchgeführt. Dabei erhielt die CVP 42,25 % der Stimmen. Weitere grössere Wähleranteile erreichten bloss noch die FDP mit 36,02 % und die SVP mit 17,08 %. Alle anderen Parteien erhielten jeweils weniger als 2 % der Stimmen.

## Wirtschaft
Von den (Stand 2000) 186 Erwerbstätigen findet bloss eine Minderheit ein Auskommen im eigenen Dorf. So gab es damals 124 Wegpendler, die meist in anderen Orten der Region (Sursee, Dagmersellen etc.) arbeiteten. Im Jahr 2001 beschäftigte die Landwirtschaft 62,8 % (in 29 Betrieben), Industrie und Gewerbe 12,4 % und Dienstleistungsfirmen 24,8 % der 113 im Dorf arbeitenden Menschen.

### Tourismus
Der Tourismus spielt keine Rolle (bloss vorbeiziehende Wanderer).

## Verkehr
Nördlich von Buchs führt die A2 vorbei. Die nächsten Autobahnanschlüsse in Dagmersellen und Sursee sind daher bloss ein paar Kilometer entfernt. Der Öffentliche Verkehr erschliesst das Dorf tagsüber durch die Postautolinie Sursee-Buchs-Uffikon. In der Nacht besteht ein Rufbus (Publicar genannt).

## Geschichte
Das Gebiet von Buchs muss bereits früh besiedelt worden sein. Denn im Ortsteil Obermoos wurden Feuerstein-Pfeilspitzen und Steinbeile ausgegraben. In historischer Zeit führte eine römische Strasse durch das Tal. Deshalb überraschte es auch kaum, dass bei Grabungen in den Jahren 1983 und 1984 anlässlich der Restaurierung der Kapelle St. Andreas Reste eines römischen Gutshofs gefunden wurden. Über diesen Resten fand man ein mittelalterliches Gräberfeld aus dem 9. und 10. Jahrhundert. Nochmals darüber wurden die Überreste einer Burg (bestehend aus einem Bergfried, einem Wohntrakt und einer Umfassungsmauer) zu Tage gefördert. Die Erbauer und Besitzer der Burg sind allerdings unbekannt. Ein Teil der Mauern bildet das Fundament der Kapelle.
Erstmals erwähnt wird der Ort im Jahr 1180 unter dem Namen Buchis (eine unsichere Quelle). 1285 wird Buchse im Zusammenhang eines Landverkaufs durch Niklaus von Fischbach ans Kloster St. Urban namentlich erwähnt. Die Gegend gehörte bereits 1303 zum Herrschaftsgebiet der Habsburger. Die höhere Gerichtsbarkeit fiel 1407 an Luzern, die niedere von 1460 bis 1579 an den Stift Zofingen. Der Letztere verkaufte seine Rechte an die Stadt Luzern.
Buchs gehörte bereits früh zur Vogtei Willisau, welche später zum Amt Willisau wurde. Seit der Hürnbach-Korrektion im Jahr 1822 gab es keine Überschwemmungen mehr. Grössere Katastrophen gab es bloss in den Jahren 1819 bei einem Grossbrand und im Jahr 1942 durch ein grosses Unwetter. Die Gemeinde wurde im Rahmen des Projekts "Gemeindefusionen" des Kantons Luzern zusammen mit Uffikon am 1. Januar 2006 Teil der Gemeinde Dagmersellen.

## Schulen
Im Sommer 2010 wurde in Buchs die Eingangsstufe eingeführt. Die Kinder vom Kindergarten bis zur zweiten Klasse (aus Buchs und Uffikon) werden gemeinsam unterrichtet. Es werden zwei Abteilungen geführt. Die 3.–6. Klasse besuchen die Kinder in Uffikon. Ab dem 7. Schuljahr besuchen die Schüler den Unterricht in Dagmersellen.

## Sehenswürdigkeiten
Sehenswert ist die Kapelle St. Andreas. Sie wurde bereits im späten 14. Jahrhundert zum ersten Mal erwähnt. 1479 wurde dieser erste Bau ersetzt. Die heutige Kapelle stammt aus dem Jahr 1608 und ist stilmässig eine Mischung aus Spätgotik und Frühbarock. In der Kapelle befindet sich ein mittelalterliches Gemälde, das einen Pelikan darstellt. Eine Besonderheit der Kapelle ist die Existenz von zwei Hochaltären. Der Hochaltar St. Andreas und der Wallfahrtsaltar St. Notburga auf einer der Seiten. In einer Monstranz des Hauptaltars sollen sich Splitter vom Heiligen Kreuz befinden.
Zum Verweilen geeignet ist ein Sportplatz im Dorfkern, bestehend aus einer Rasenfläche, einem Teerplatz mit Markierungen für verschiedene Sportarten und einer Tartanbahn inklusive Sandbecken für Weitsprung. Auf diesem Platz finden regelmässig Veranstaltungen statt, die zum Dorfleben der Ortschaft beitragen.